# فيست (مغنية)
فيست (بالإنجليزية: Feist)‏، هي مغنية بوب كندية، ولدت في 13 فبراير 1976 في نوفا سكوشيا، كندا. ترشحت أغنيتها 1 2 3 4 التي أصدرت في عام 2007 لجائزة غرامي كما استخدمت الأغنية نفسها في إعلان آيبود وهي من ألبومها «ذا رمايندر».

## روابط خارجية
- فيست على موقع IMDb (الإنجليزية)
- فيست على موقع ميوزك برينز (الإنجليزية)
- فيست على موقع ميوزك برينز (الإنجليزية)
- فيست على موقع ميوزك برينز (الإنجليزية)
- فيست على موقع رولينغ ستون (الإنجليزية)
- فيست على موقع إن إن دي بي (الإنجليزية)
- فيست على موقع أول ميوزيك (الإنجليزية)
- فيست على موقع أول ميوزيك (الإنجليزية)
- فيست على موقع ديسكوغز (الإنجليزية)
- فيست على موقع ديسكوغز (الإنجليزية)
- فيست على موقع ديسكوغز (الإنجليزية)